# Vallée de Cagayan
Pour les articles homonymes, voir Cagayan (homonymie).

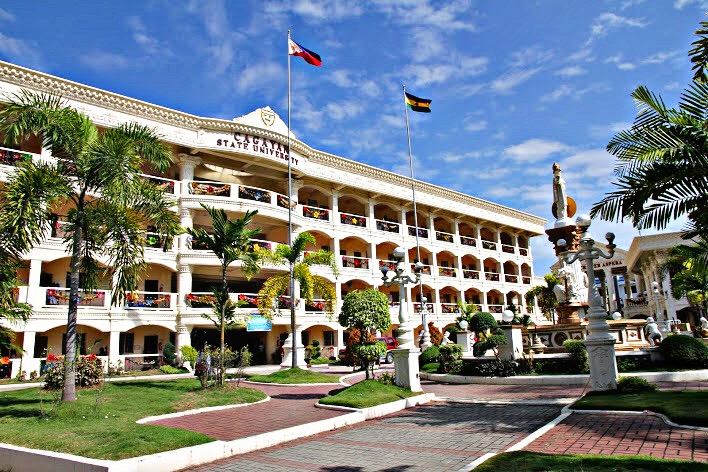

La Vallée de Cagayan (Lambak ng Cagayan en filipino) est une région des Philippines, également appelée Région II ou Région 02. La région est située dans une grande vallée au nord-est de Luçon, entre les massifs montagneux des Cordilleras et de la Sierra Madre. Sa superficie est de 26 837 km2 pour une population de 3 451 410 habitants. Son centre régional est Tuguegarao. 
Elle se compose de cinq provinces :
- Batanes,
- Cagayan,
- Isabela,
- Nueva Vizcaya,
- Quirino.

Le fleuve Cagayan, le plus long cours d'eau du pays traverse son centre et a son embouchure dans le détroit de Luçon au nord, dans la ville de Aparri.